# トヨタ・MIRAI
MIRAI（ミライ）は、トヨタ自動車が製造・販売する、高級セダン型燃料電池自動車である。

## 初代（JPD10型、2014年 - 2020年）
量産車として世界初の燃料電池自動車である。
自社開発によるトヨタFCスタック・高圧水素タンクなどで構成する燃料電池技術とハイブリッド技術を融合した「トヨタフューエルセルシステム（TFCS）」を搭載する。
長距離走行を実現するため、水素を高圧力で圧縮してタンクに蓄積する必要がある。このときの圧力は70MPaで、通常大気圧（101.33kPa）の約700倍である。このため、部品には高い耐久性と気密性が要求され、配管や弁には愛知製鋼やジェイテクトが開発したより高強度な鋼材、燃料電池スタックにはトヨタ車体が開発した3次元構造体が採用された。また、燃料電池セルには水素極側のチタン製セパレーターと水素・空気・冷却水を供給するスタックマニホールドが採用された。水素充填は約3分で、走行距離は約650km（JC08モード）。
高圧水素タンクは水素脆化が懸念されるため金属ではなく、炭素繊維や樹脂などによる3層構造のタンクが2つ使われている。水素タンク容器には高圧ガス保安法により、製造日から初回は4年1ヶ月以内、以降は2年3ヶ月毎に点検が義務付けられ、15年以内に交換することが定められている。点検で水素ガスの漏れや凹みなどの異常が見つかった場合も交換が必要であり、愛知トヨタによると初代の場合、水素タンク1個あたり約50万円の交換費用が発生する。
外観上の特徴として、リアにマフラーがないこと、リアフォグランプ以外の電球にはLEDが採用されていることが挙げられる。
発売当初の日本国内におけるメーカー希望小売価格は、消費税込で723万6,000円（2018年10月の一部改良以降は727万4,880円）で、発売から1年間で400台を販売目標としていた。販売店はトヨタ店とトヨペット店。ちなみにこの販売価格は、ドイツの自動車メーカーに「ゼロ1個間違っている。7000万円だろ」と言わしめたという。

### 性能
- 車両重量: 1,850kg
- 車両総重量: 2,070kg
- 最小回転半径: 5.7m
- 最高速度: 175km/h
- 排出水量: 4キロメートル走行あたり240ミリリットル[13] (= 60cc/km[14])
- 定員：4人[15]

### 年表
- 2013年（平成25年）11月5日 - 第43回東京モーターショー2013に、次世代燃料電池自動車「TOYOTA FCV CONCEPT」を出展すると発表[16]。
- 2014年（平成26年）
  - 6月25日 - セダンタイプの新型燃料電池自動車（FCV）を公開するとともに、発売時期および日本での車両本体価格の目途と販売チャネルを公表[17]。

日本では、2014年度内に販売を開始し、販売店はトヨタ店とトヨペット店。当面は、水素ステーションの整備が予定されている地域およびその周辺地域の販売店が中心となる見込みで、価格は700万円程度を予定、と公表した。また、米国・欧州では、2015年の夏頃の発売に向け準備を進めていることも合わせて発表。
  - 11月17日 - 新型燃料電池自動車の車名を「MIRAI」に決定したと発表[18]。米国トヨタが「米国ではカリフォルニア州において2015年秋から、販売およびリースを開始する」と発表[19][20][21]。
  - 10月26日 - 第4回大阪マラソンの「マラソン審判長車」としてランナーを先導して走行。
  - 11月18日 - 正式発表[22]（12月15日発売）。

モノグレード構成で、価格は7,236,000円（税込）。ボディカラーは、ルーフとフェンダーガーニッシュをブラック塗装したツートーンカラーのみの設定。「ツートーン ホワイトパールクリスタルシャイン（メーカーオプション）」、「ツートーン プレシャスシルバー」、「ツートーン プレシャスブラックパール（メーカーオプション）」、「ツートーン ダークレッドマイカメタリック」、「ツートーン ダークブルーマイカ」に加え、「ツートーン ピュアブルーメタリック」（ピュアブルーメタリックは新規開発色）の全6色を用意する。
- 2015年（平成27年）
  - 1月2日・1月3日 - 第91回箱根駅伝にて大会本部車・会長車を務める。
  - 1月15日 - 市販第1号車を首相官邸に納入。年間販売目標400台を大きく上回る約1,500台を発売開始から前日までに受注[23]。
  - 1月22日 - 増産を決定[24]。日本での発売以降2015年末までの約1年間の生産台数は約700台の計画で進行中だが、今回、2016年は2,000台程度、さらに2017年には3,000台程度に拡大する、と発表した。
  - 4月9日 - 第24回地球環境大賞受賞[25]。
  - 10月15日 - 第25回「日経地球環境技術賞」において最優秀賞受賞[26]。
  - 10月21日（米国時間） - 米国での販売を開始[27][28]。米国トヨタが発表日にこの日を選んだのは、映画「バック・トゥ・ザ・フューチャー PART2」の劇中で「30年後の未来」とされた日にちなんだものであり[29]、CMにも出演した[30][31]。
- 2016年（平成28年）4月19日 - 伊勢志摩サミットの際に玄関口となる中部国際空港に、日本の先端技術を各国の首脳やメディアにアピールするため三菱航空機のMRJとともに展示されることが決定[32]。
- 2018年（平成30年）10月30日 - 一部改良。同日発売[33]。

既存のプリクラッシュセーフティにミリ波レーダーに単眼カメラを追加し、歩行者（昼夜）や自転車運転者（昼間）の検知が可能となった。併せて、道路標識を認識するロードサインアシスト機能と先行車の発進をブザーとディスプレイ表示で知らせる先行車発進告知機能が加わり、従来から採用されている装備と合わせて「Toyota Safety Sense」へグレードアップされ、インテリジェントクリアランスソナー（パーキングサポートブレーキ<静止物>）も同時に標準装備された。
- 2019年（令和元年）11月23日-11月26日 - ローマ教皇フランシスコの日本訪問に際し、東京と長崎の移動車両に使用。またオープンカーに改造したものが長崎と東京でのミサに使用された[34]。
- 2020年（令和2年）
  - 4月6日 - 徳島県警察が全国初となるパトカーとしての運用を開始[35]。県内のトヨタディーラー4社からの寄贈で、車両デザインは白黒塗装ではなく、県内の小学生を対象としたラッピングコンテストにより決定された青白塗装が採用されている[36]。
  - 6月19日 - 生産終了。以後は流通在庫のみの販売となる。これに伴い、2代目モデルを同年12月9日に発売予定であることを同社の公式Webサイトで表明した[37]。
  - 11月30日 - 2代目と入れ替わる形で販売終了。

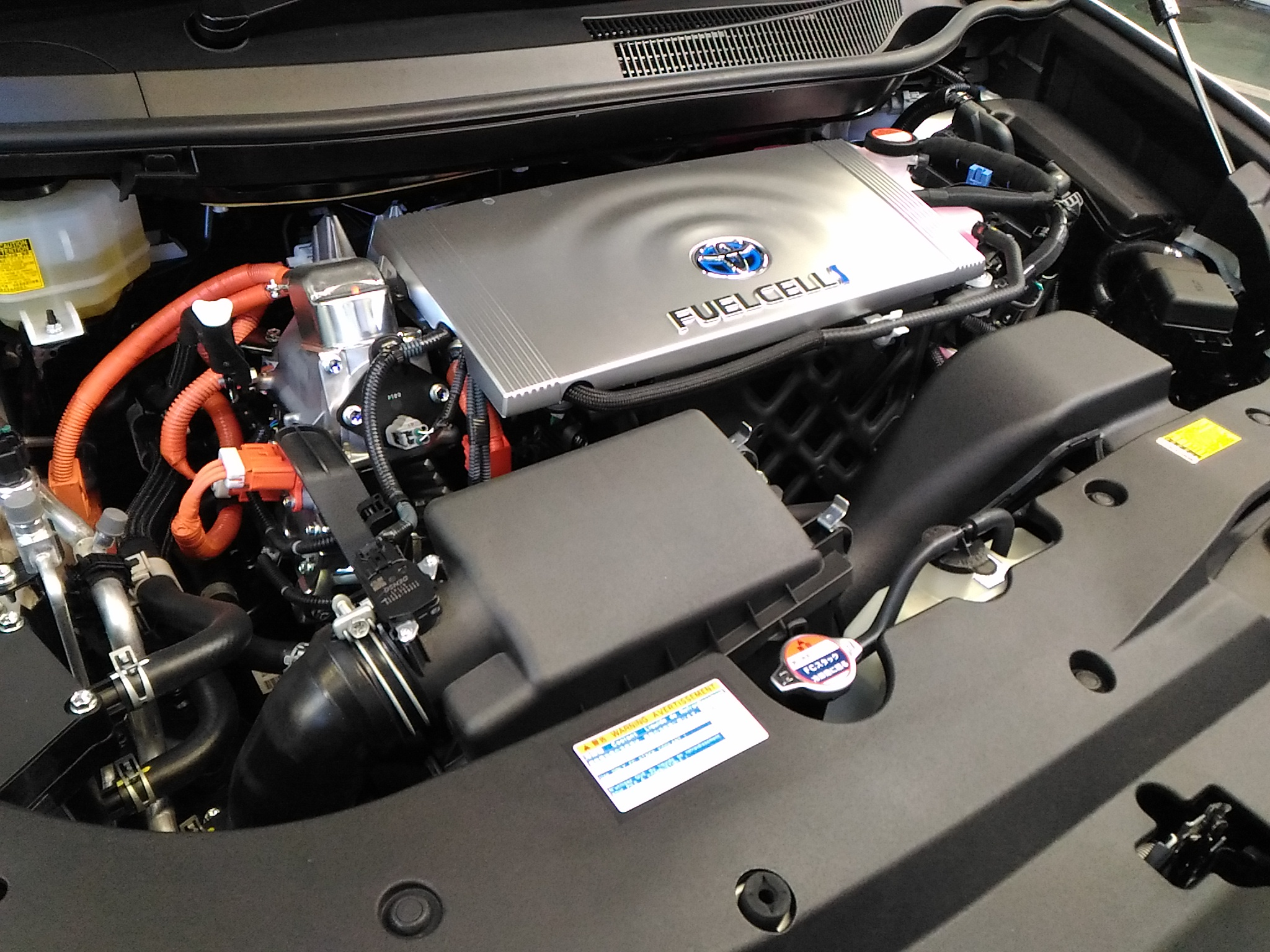
TFCSメインユニット
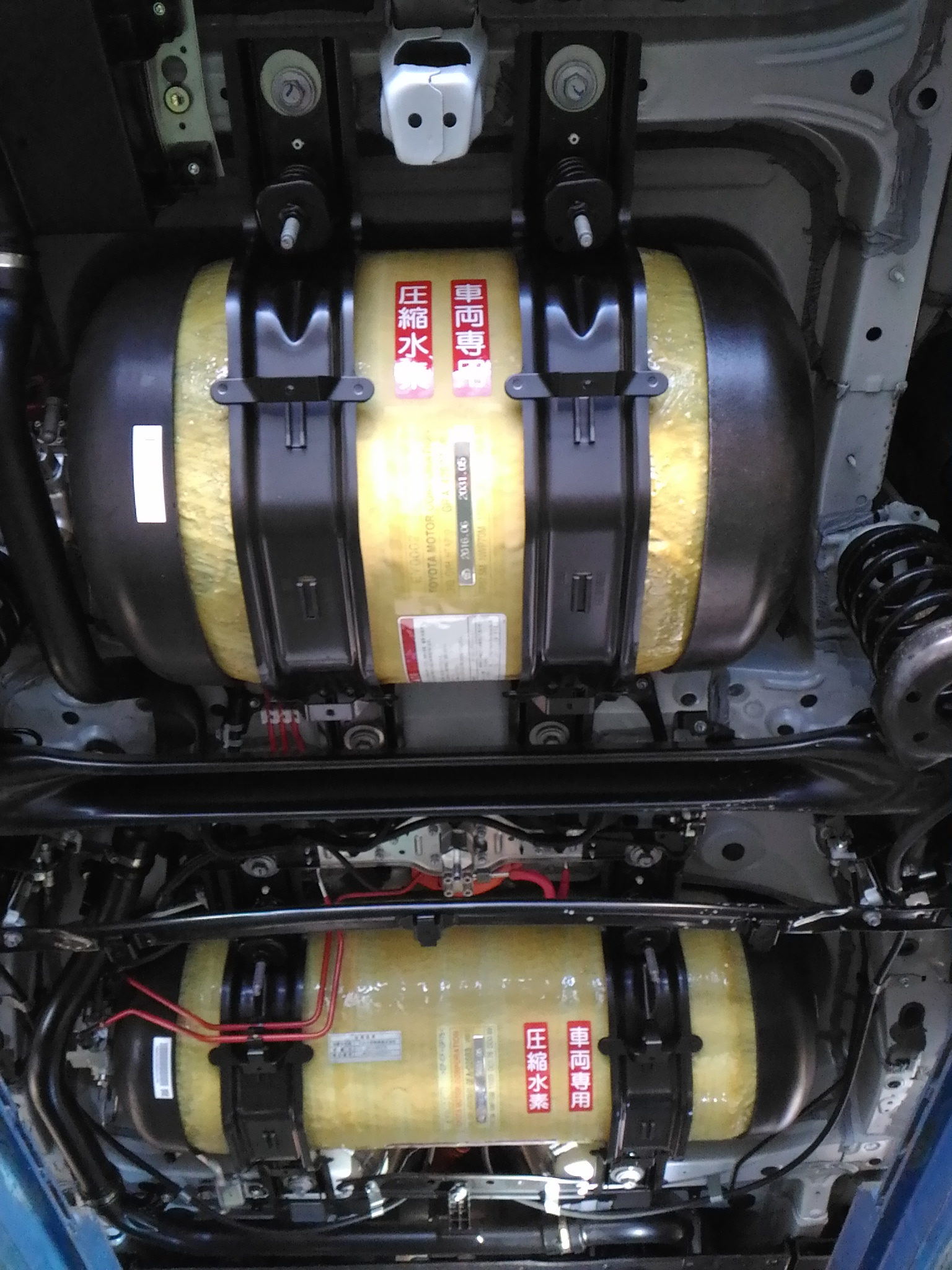
水素燃料タンク（車載状態）
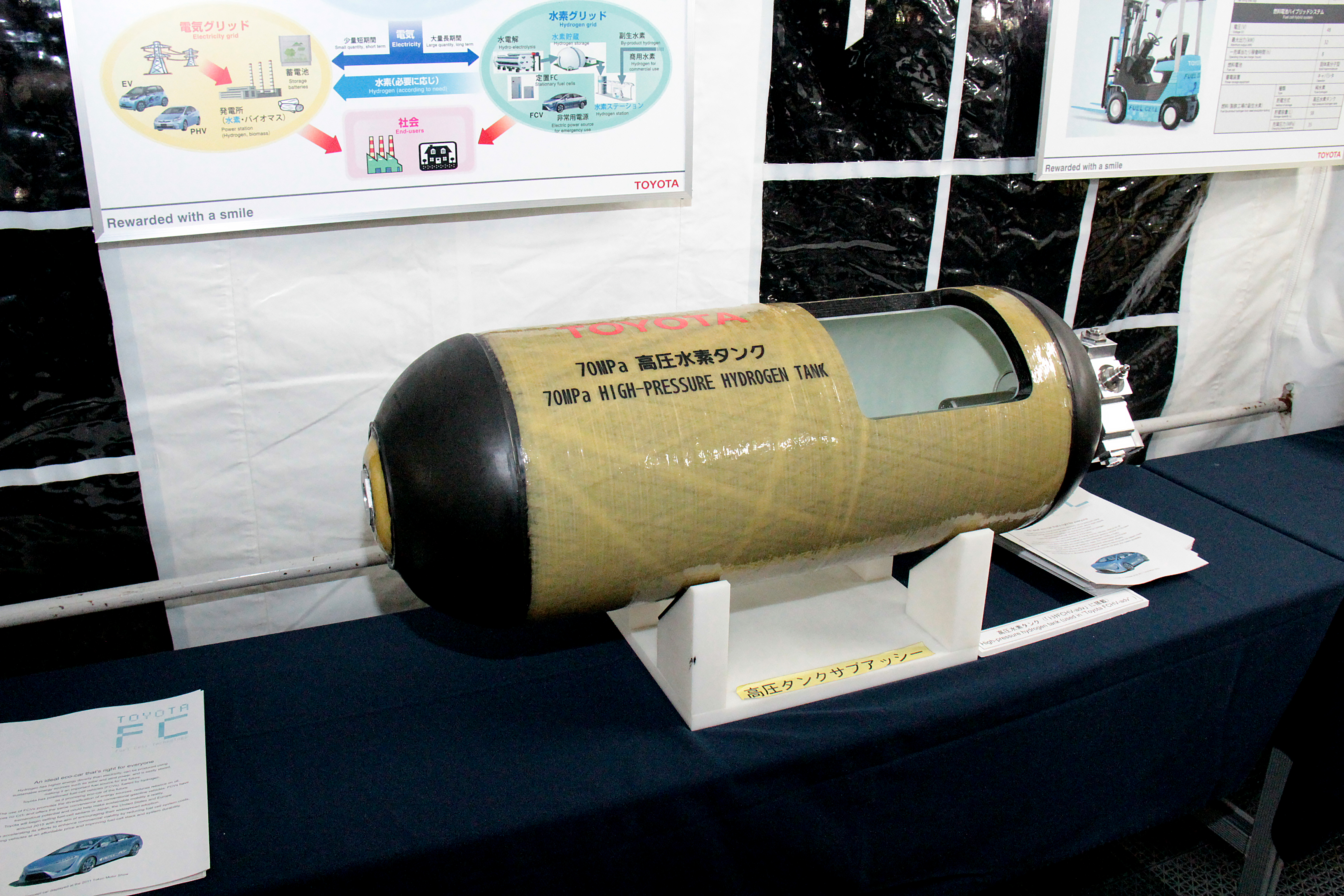
水素燃料タンク（単体）
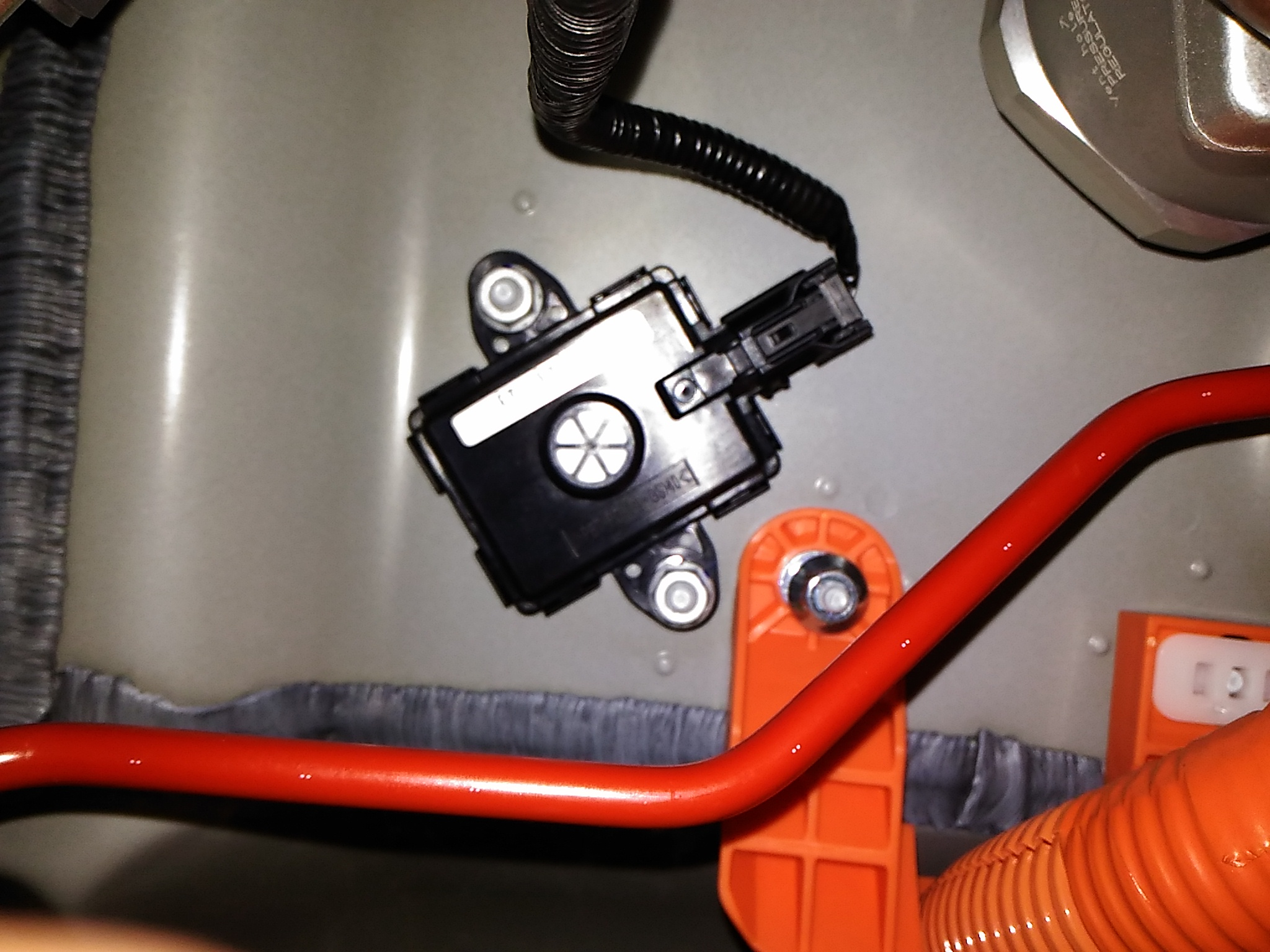
車載水素ガス検知器
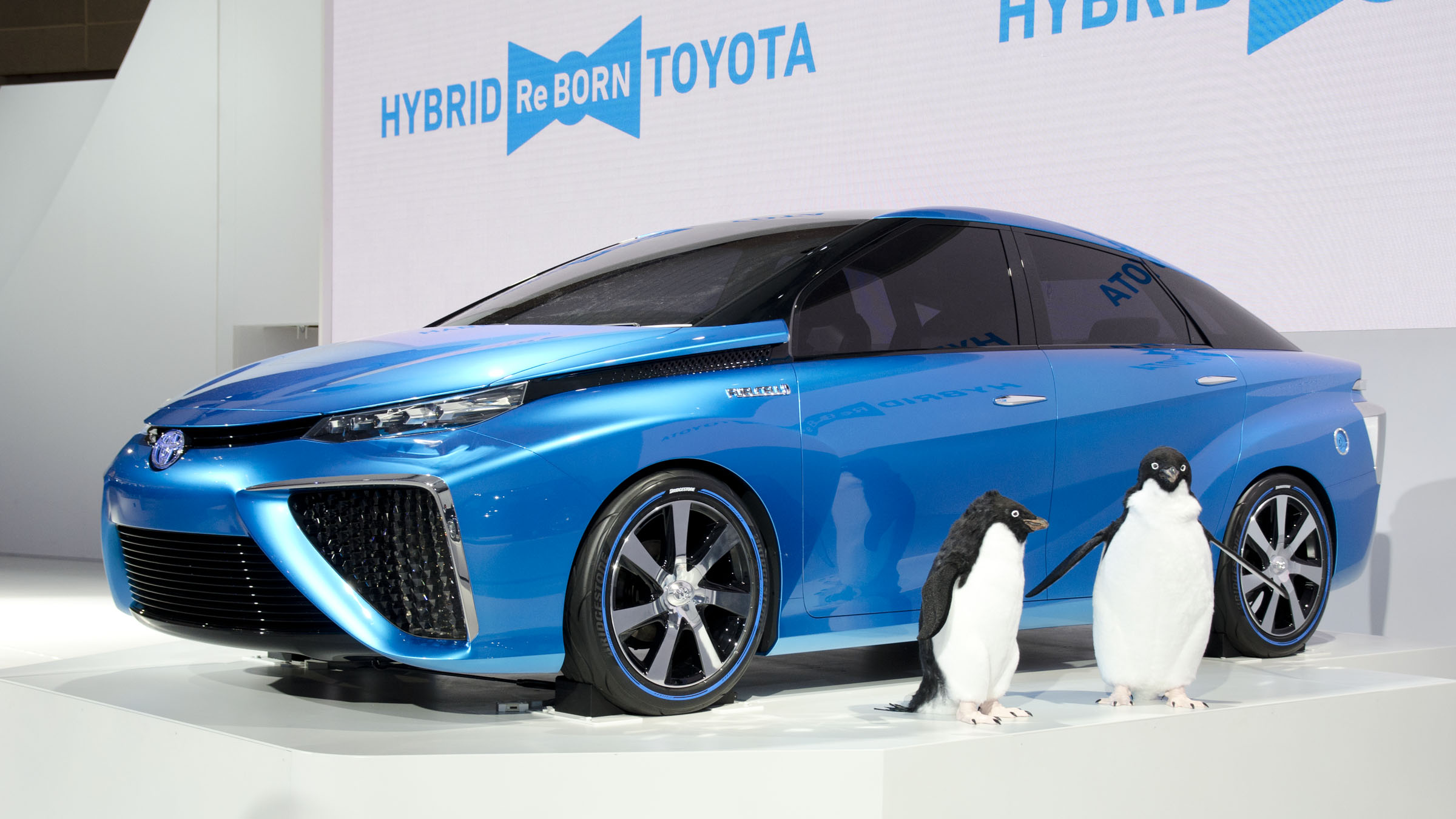
2013年に公開されたトヨタ・FCVコンセプト
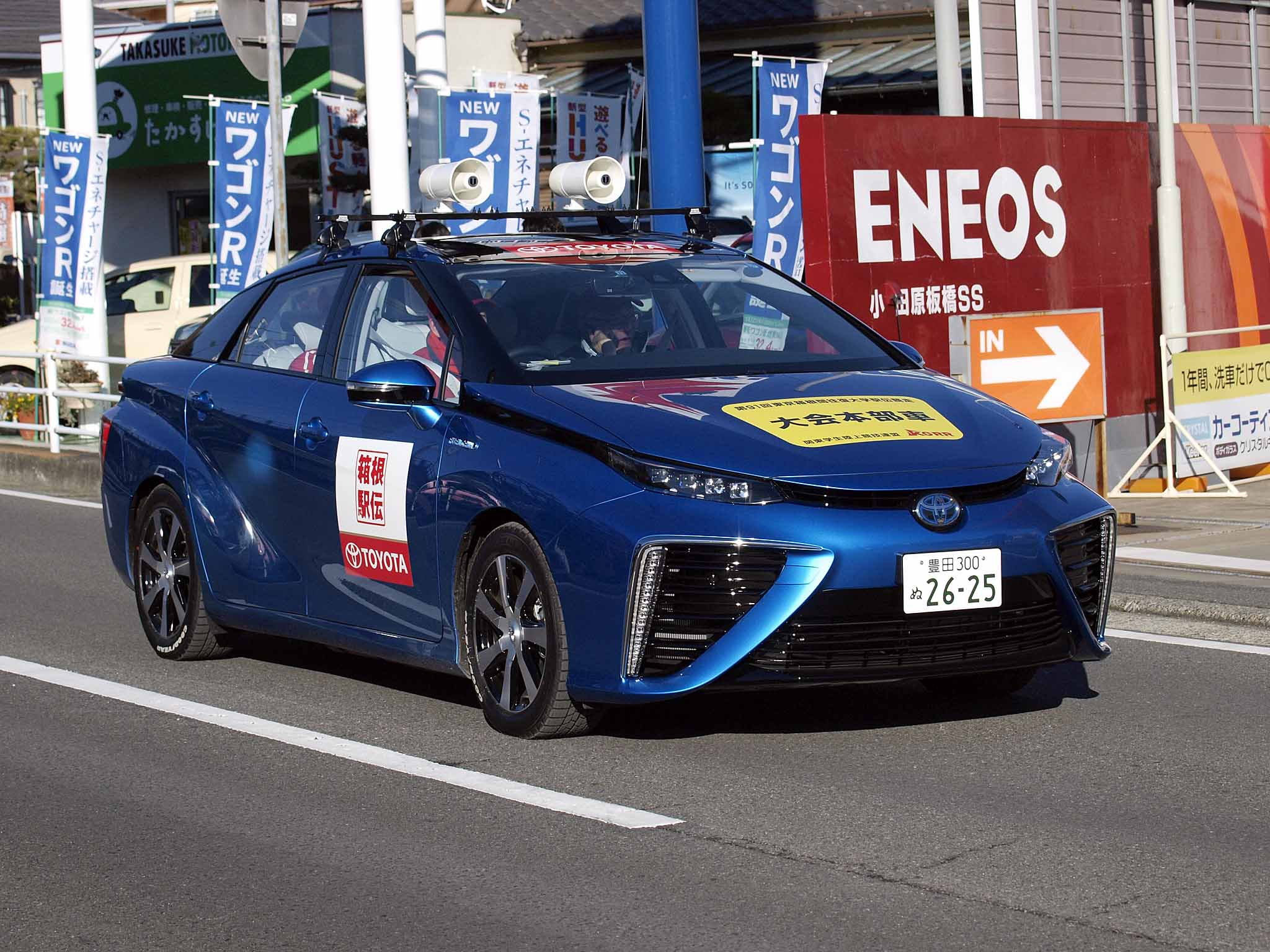
第91回箱根駅伝大会本部車

### モータースポーツ
2014年、名前の公表されていなかった頃に新城ラリーに00カーとして登場し、トヨタ自動車社長の豊田章男がドライブ。2015年NASCARスプリントカップ第9戦リッチモンドでFCVとして初めてペースカーデビューした。
2015年には国沢光宏が自分で購入したMIRAIをラリー仕様に改修。元々全日本ラリー選手権向けであったが、このことが世界ラリー選手権（WRC）のプロモーターの耳に入り、WRC第8戦ラリー・ドイチェランドにオフィシャルカーとして初登場。トヨタも水素補給や車両運搬に非公式に協力し、ノントラブルで完走した。帰国後は本来の目的である新城ラリーに参戦。ドライバーは引き続き国沢、コ・ドライバーはデザイナー・漫画家の木原雅彦が務め、JN1クラスで2位完走を果たした。
CO2を排出しない自動車で争われるeラリーモンテカルロにも参戦し、2016年の第1回と2018年の第3回大会で優勝を果たしている。

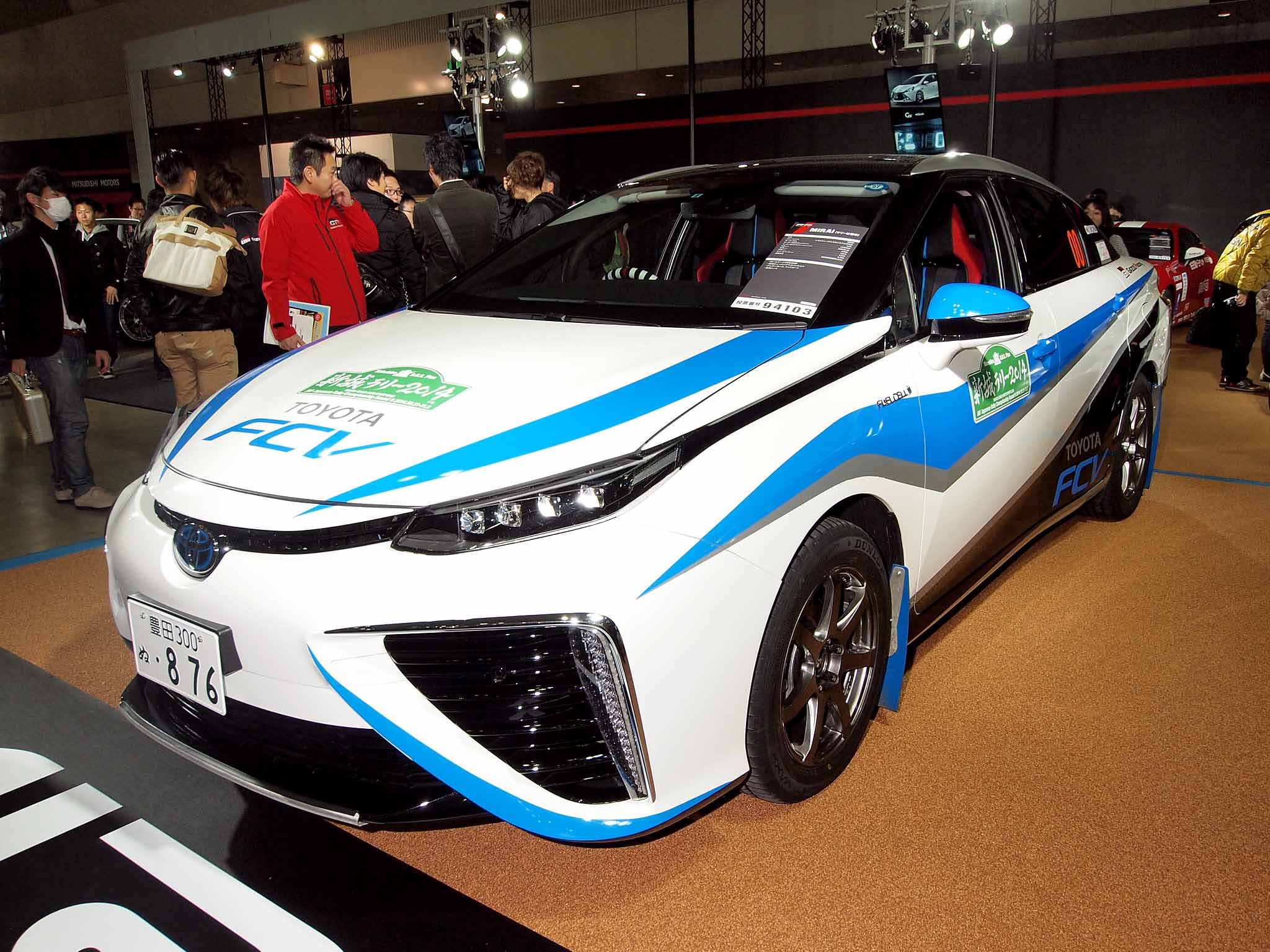
2014年新城ラリーに登場したMIRAIの00カー
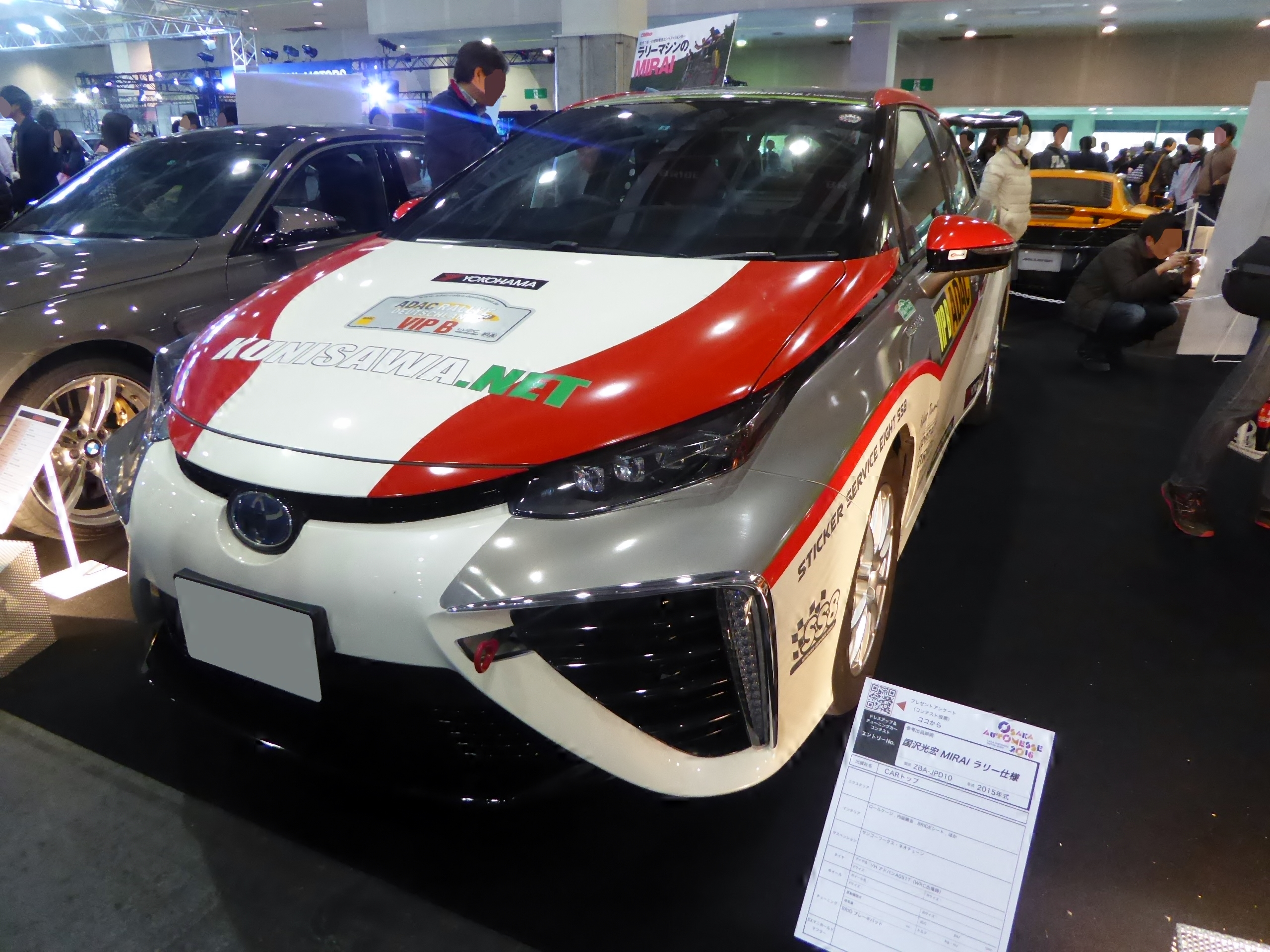
国沢光宏のMIRAIのラリーカー

## 2代目（JPD20型、2020年 - ）
2020年12月に6年ぶりのフルモデルチェンジを実施。FC昇圧コンバーターへのSiC半導体の採用や、リチウムイオン二次電池の採用などにより、ユニット損失を低減させることに成功。さらにFCスタックは小型・高出力化され、新たに触媒リフレッシュ制御を導入したことにより発電効率を向上させ、先代比+約30％となる約850km（「G」の場合。他グレードは約750km）の航続距離を実現した。加えて、プラットフォームに既存のレクサス・LCや5代目レクサス・LS、15代目クラウンに使用されているGA-Lプラットフォームを基本に、ボディ剛性を強化したものを採用したことで、駆動方式が先代の前輪駆動（FWD）から後輪駆動（RWD）に変更。後輪駆動化により、FCスタックをフード下に収め、モーターと駆動用バッテリーを後方に配置することが可能となった。同時に、最適な配置によって前後50：50の理想的な重量配分も可能となっている。
トヨタ車初採用となる「空気清浄システム」は、発電のために走行時に空気を取り入れ排出する当車種の特徴を活かし、吸入した空気を浄化し排出するシステムで、エアクリーナーエレメントでPM2.5レベルの細かい粒子まで捕える。
安全性の確保については、最新版の「Toyota Safety Sense」を採用し、プリクラッシュセーフティ、レーンキープアシストなど複数の機能を進化させた。また、最大9kWの供給が可能なDC外部給電システム、AC100V・1500Wで最大4日間の供給が可能なアクセサリーコンセントを備えることで、災害時や緊急時にも安定した電力を対応できるようにしている。
乗車定員は先代の4人から1人増え、5人に変更されている。そして内装を見直し、車両価格相応の欧州高級車にも匹敵するような質感、デザインや操作性を実現した。
なお、この2代目からすべてのトヨタ車両販売店で取り扱うことになったが、水素ステーションが存在しない地域では取り扱われない。

### 年表
- 2019年（令和元年）10月11日 - 同年10月24日から行われる第46回東京モーターショー2019にて、開発最終段階のモデルを「MIRAI Concept」として出展することを発表[41]。
- 2020年（令和2年）
  - 6月19日 - 初代の生産終了を受け、同年12月9日に発売予定であることを同社の公式Webサイトで表明した[37]。
  - 12月9日 - オンライン配信で発表会を開催し、同日発売。

水素搭載量を拡大すると共に燃費性能を向上することで「G」では航続距離850kmを達成した。グレード構成は標準仕様の「G」と上級仕様の「Z」を軸とし、「G」にトヨタアドバンストパークを装備した"A Package"と「G」・「Z」両グレードに快適装備を追加した"Executive Package"を加えた5グレード構成[42]。
- 2021年（令和3年）
  - 4月8日 - 高度運転技術「Toyota Teammate」の追加機能として、高速道路や自動車専用道路の本線上の走行を支援するシステム「Advanced Drive」を搭載した「Z"Advanced Drive"」と「Z"Advanced Drive Executive Package"」の追加を発表（4月12日発売。レクサスLSのハイブリッド車にも同時に設定）[43]。
  - 10月8日 - FCEV（燃料電池自動車）の無給油最長走行距離845マイル（約1360km）を達成し、ギネス世界記録を正式に樹立したと発表。

実際の公式記録達成は8月23日～24日にギネスワールドレコーズの厳格なルールと記録方法に則って行なわれており、ギネスワールドレコーズの審査員であるマイケル・エンプリックが、出発前と帰着後にミライの水素燃料タンクに貼った封印シールを確認。1回5分間の水素の完全充填で南カリフォルニアを往復した際、効率性を重視した走行でミライは水だけを排出して152MPGe（約64.6km/L）という数値を記録した[44]。また、この記録達成と同時にWard's Automotive誌の「10ベストエンジン＆推進システム」にも選ばれた。
- 2022年（令和4年）
  - 9月26日 - 広汽トヨタが中国での輸入販売を発表。中国での販売は初となり、限定50台を年内に販売する予定。
  - 12月19日 - 一部改良[45]。

全画面表示が可能な12.3インチ高精細HDワイドディスプレイを備え、Wi-Fi接続に対応（車内Wi-FiはT-Connectサービスの有料オプション）したディスプレイオーディオ（コネクティッドナビ対応）Plusを搭載。また、フロントドアガラスにIRカットと高遮音性の機能が追加され、「Advanced Drive」搭載車は他車の死角領域に配慮しながら走行する機能が追加された。
- 2023年（令和5年）12月1日 - 一部改良を発表（12月18日発売）[46]。

「Toyota Safety Sense」が最新化され、発進遅れ/先行車発進告知機能（TMN）を全車に、緊急時操舵支援（アクティブ操舵機能付）とプロアクティブドライビングアシスト（PDA）を「Advanced Drive」搭載車を除くグレードにそれぞれ追加するとともに、従来は「Advanced Drive」搭載車のみの装備だったフロントクロストラフィックアラート（FCTA）とレーンチェンジアシスト（LCA）を全車に拡大された。
「Toyota Teammate」は「Advanced Drive」搭載車を除くグレードにも「アドバンスト ドライブ（渋滞時支援）」が装備されるとともに、「G」を除くグレードに装備される「アドバンスト パーク」は"A Package"・"Executive Package"及び「Z」はリモート機能付となった。
12.3インチTFTカラーメーターの採用を拡大するとともに、室内イルミネーションが設定された。また、専用のアプリをダウンロードしたスマートフォンをキーとして使用可能なデジタルキーのオプション設定が追加された。
なお、今回の一部改良により、サイド下部とリア右下に装着されている「FUEL CELL」エンブレムが16代目クラウン（セダンタイプ）の燃料電池車で採用された「BEYOND ZERO FCEV」エンブレムへ変更された。
- 2024年（令和6年）12月18日 - 一部改良[47]。

初代モデルの発売から10周年を記念し、「Z」にパッケージオプション「BLACK PACKAGE」が設定された。20インチタイヤ（245/45ZR20）&アルミホイール（ブラックスパッタリング塗装、ブラックナット付）のほか、フロントグリル・ドアハンドル・ベルトモール・ドアミラー・シャークフィンアンテナ・エンブレム類・リアガーニッシュがブラックとなり、フロントグリル下部ガーニッシュとヘッドランプエクステンションに漆黒メッキ加飾が施される。
グレード体系は「G」・「Z」・「Z"Advanced Drive"」の3種類に整理され、19インチタイヤ（235/55R19）&アルミホイール（切削光輝+ブラック塗装、ブラックナット付）が全車標準装備された。
なお、本車種がトヨタ全体において紙カタログが発行される最後の車種となった。これ以降に発表される新型車や一部改良された車種はスマートカタログのみとなる。

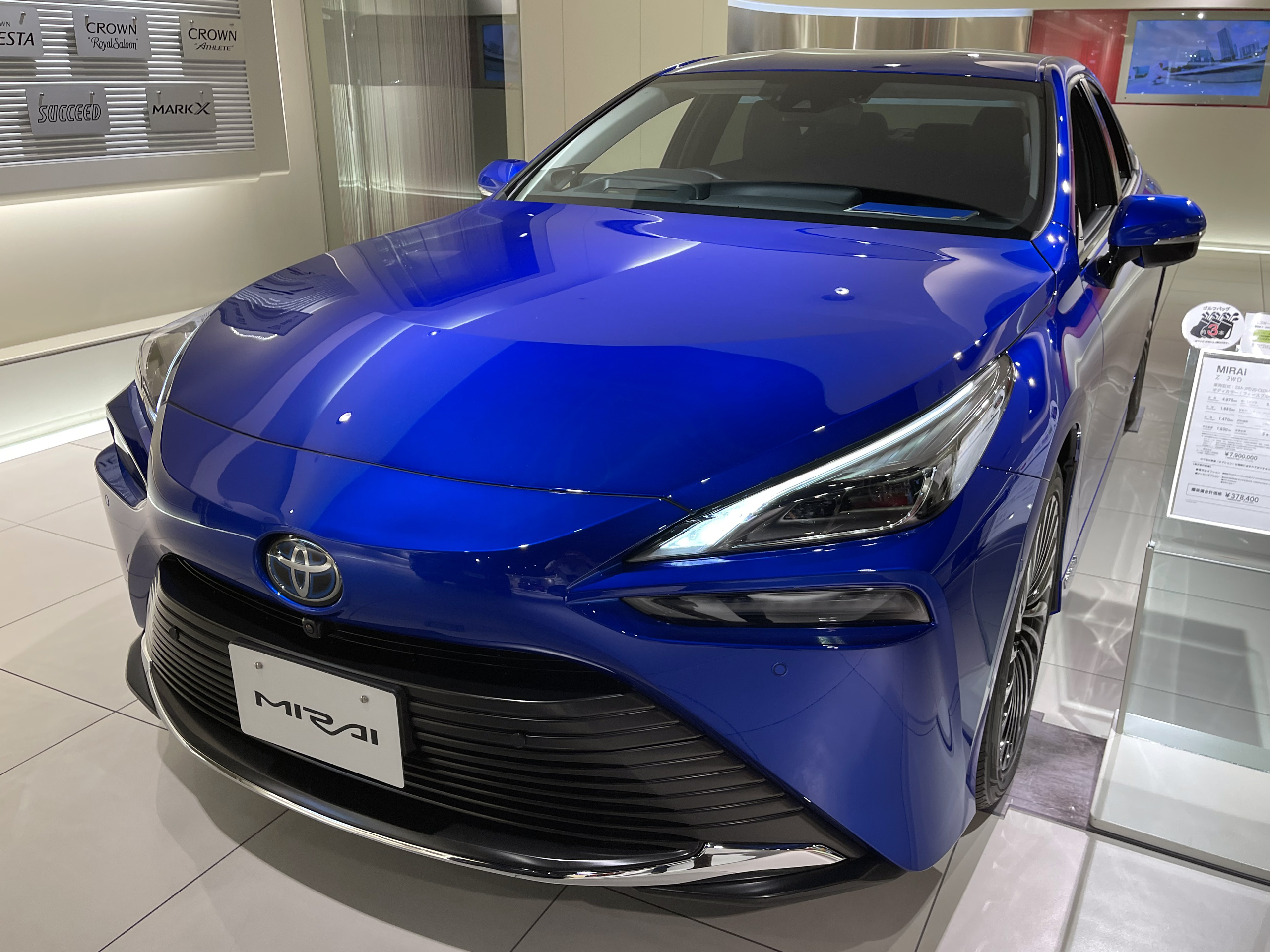
日本仕様 Z Executive Package（フロント）
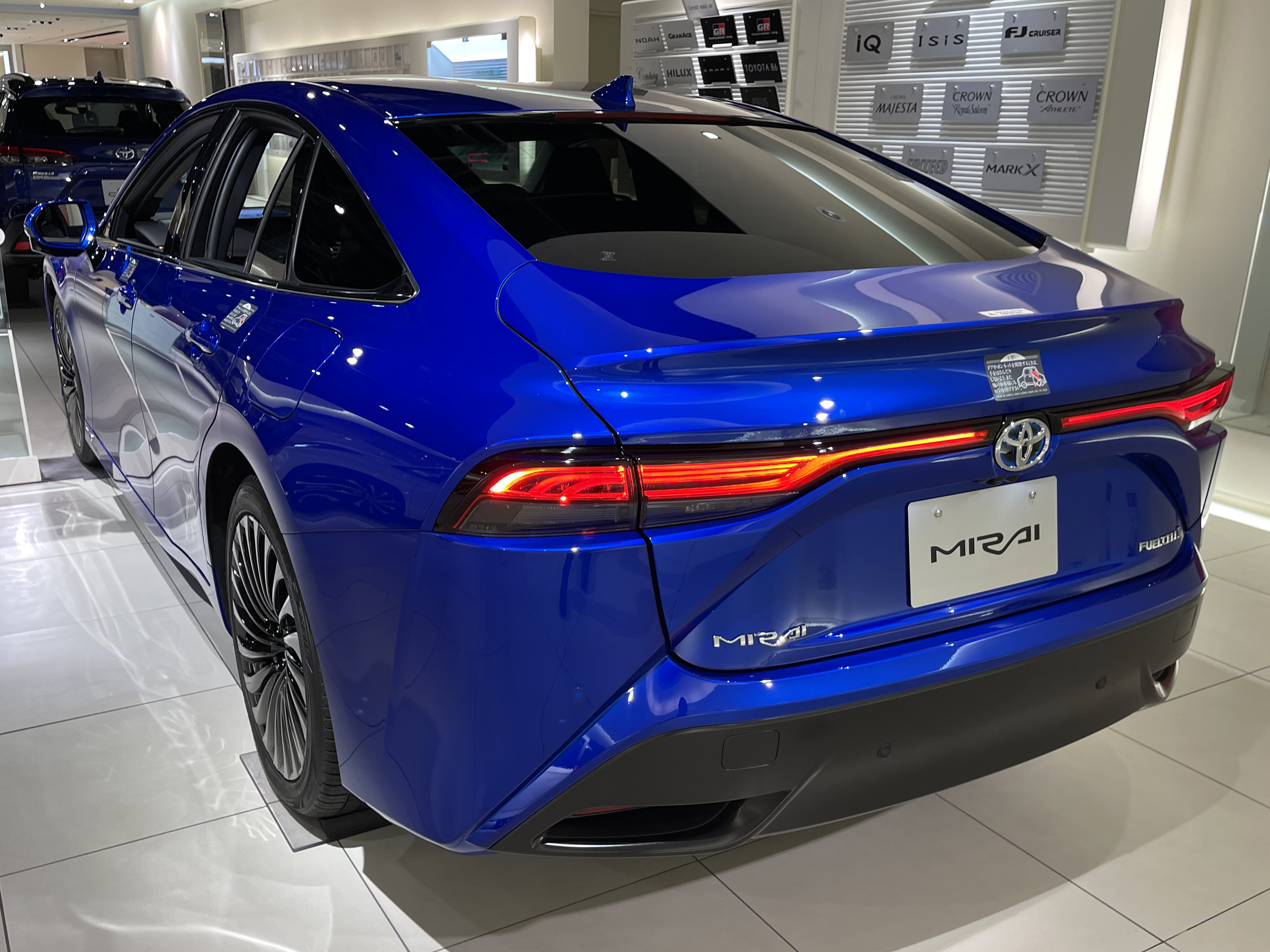
日本仕様 Executive Package（リア）
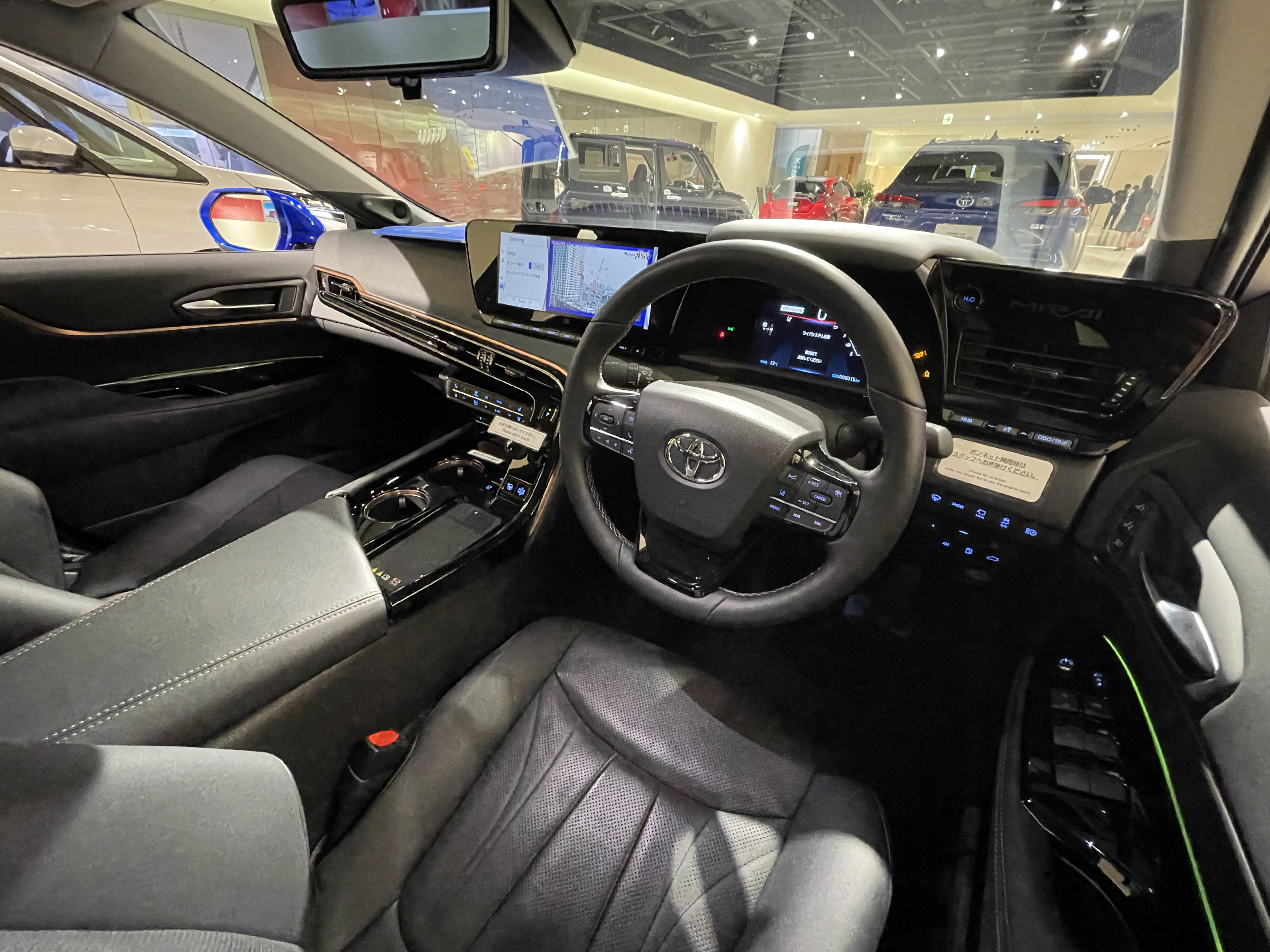
日本仕様 Executive Package（インテリア）
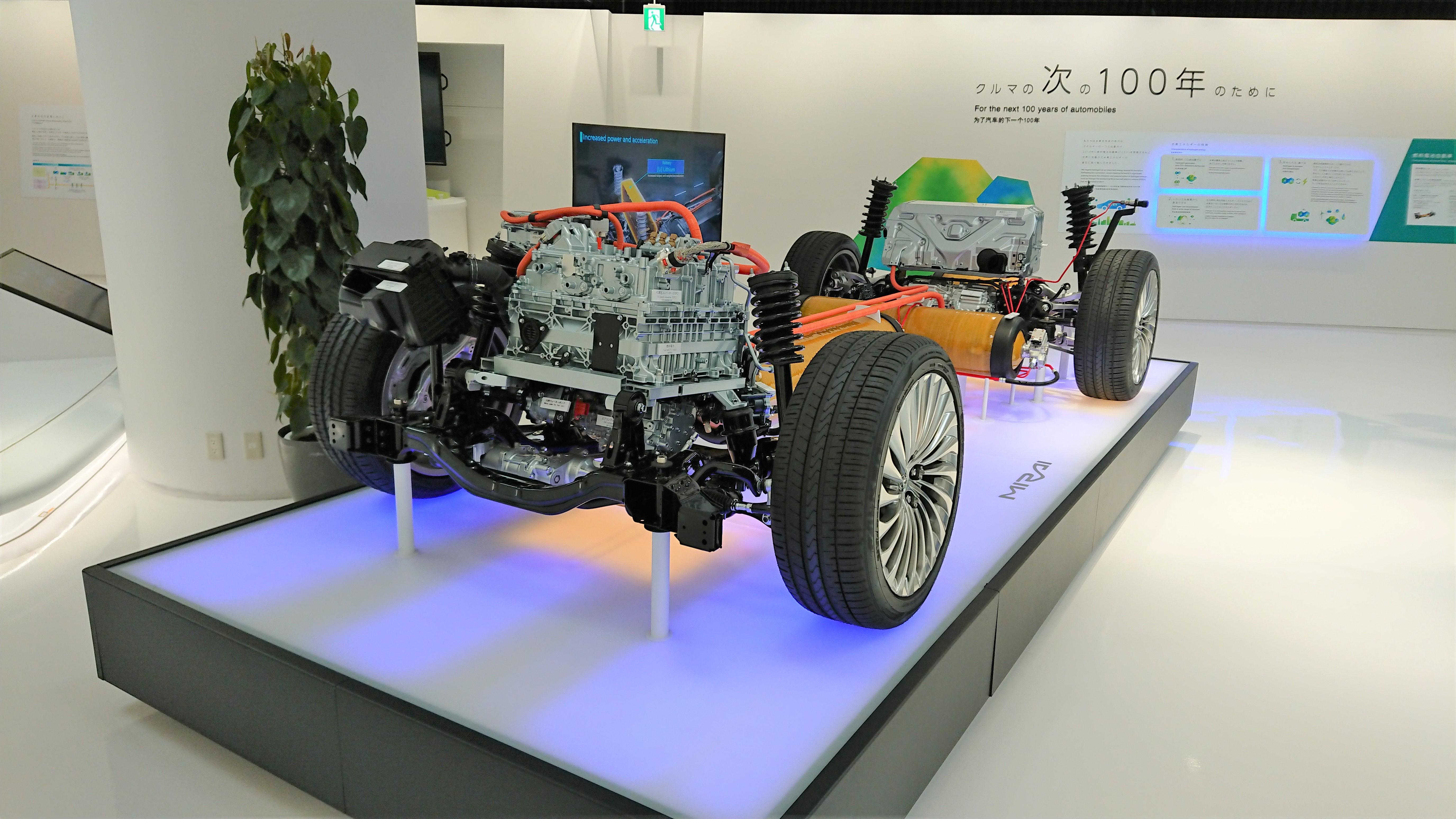
パワーユニット
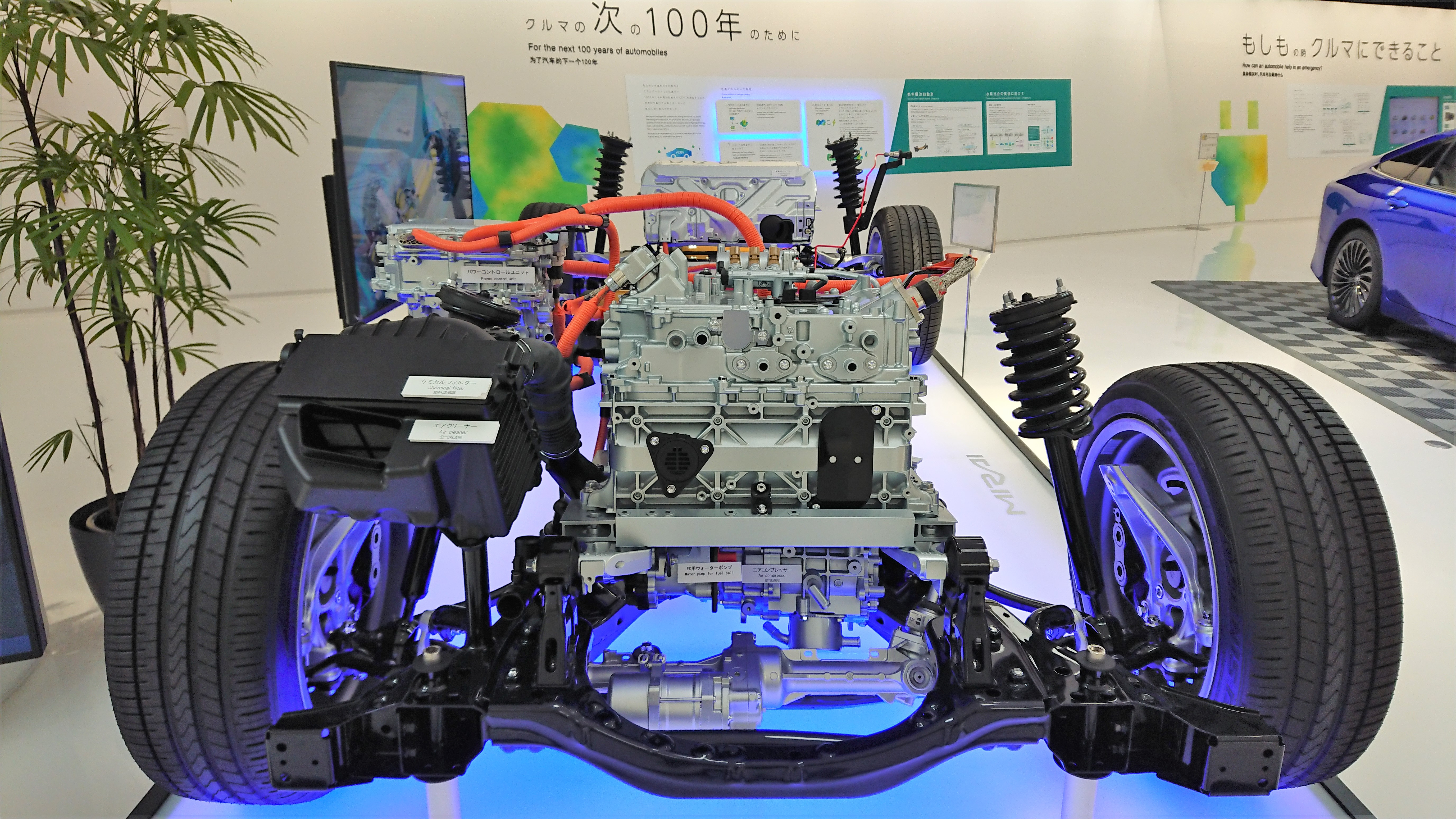
パワーユニット（前面）
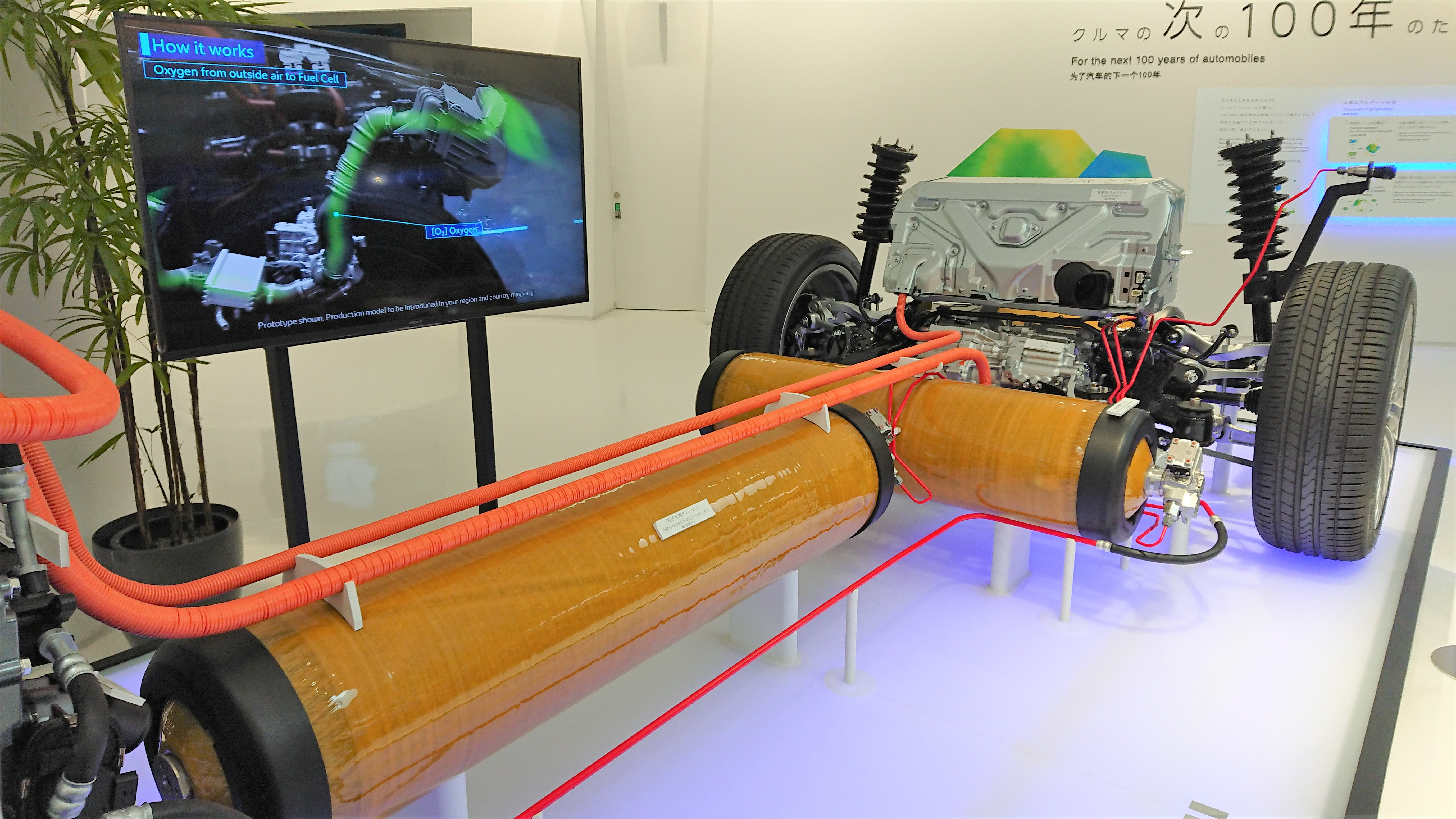
パワーユニット（側面）
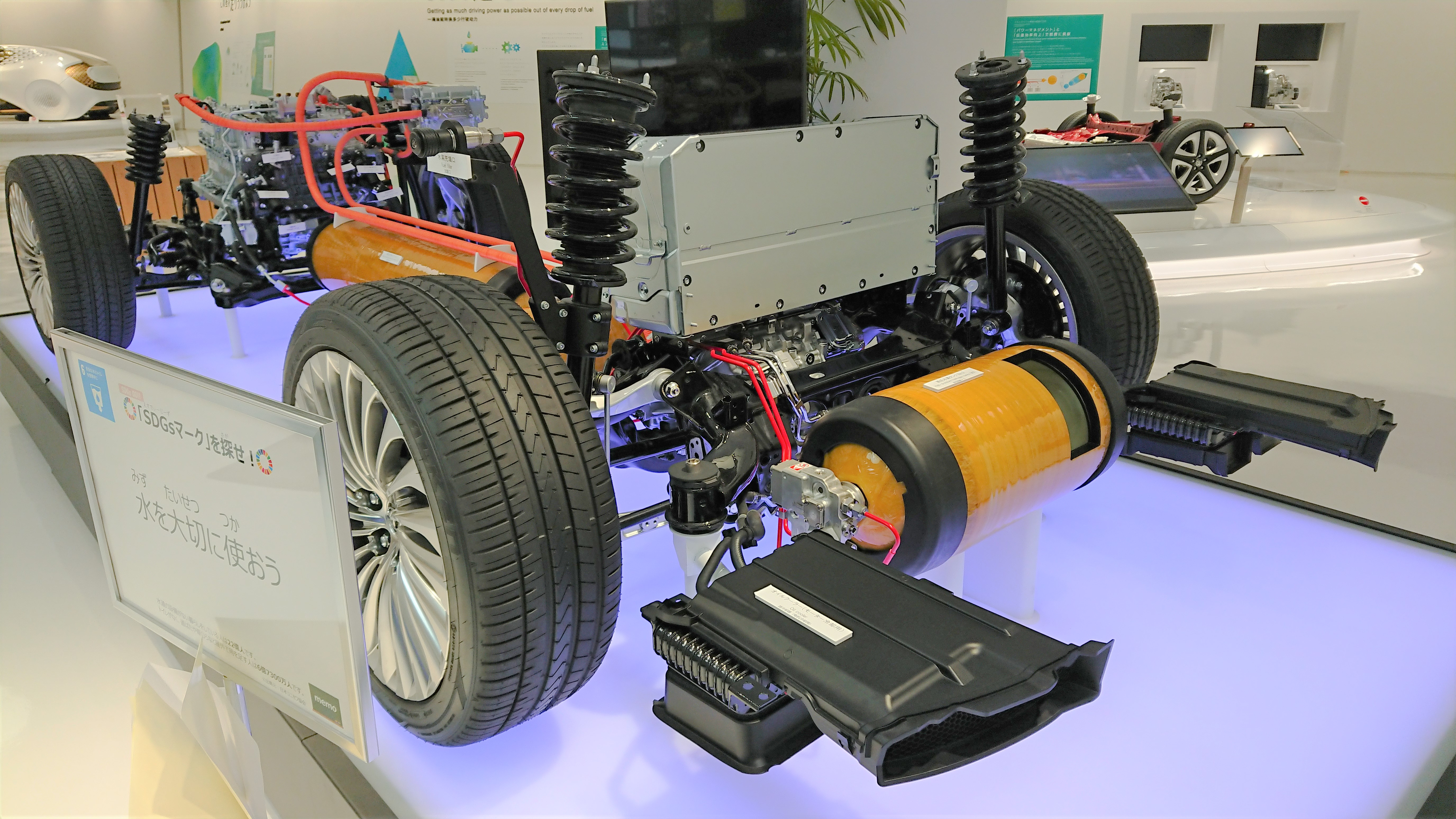
パワーユニット（後面）

## 車名の由来
日本語の「未来」から。副社長の加藤光久は、公式発表で「『ミライ』しか思いつかなかった」と発言した。会見場に日本科学未来館を選んだこともこれに由来する。

## 販売店
東かがわトヨタ自動車販売を除く全国のトヨタディーラー各店で販売。